# Monobenzon
Monobenzon ist eine chemische Verbindung aus der Gruppe der substituierten Phenole. Es ist der Monobenzylether von Hydrochinon.

## Gewinnung und Darstellung
Monobenzon kann durch mehrere Syntheseverfahren gewonnen werden. Eine ist die Reaktion von Hydrochinon und Benzylbromid in alkoholischen Kaliumhydroxid.

## Eigenschaften
Monobenzon ist ein brennbarer bräunlich weißer geruchloser Feststoff, der praktisch unlöslich in Wasser ist.

## Verwendung
Monobenzon wird als Medikamentenwirkstoff, Stabilisator, Antioxidans und Polymerisationsinhibitor verwendet. Es wird in der Dermatologie als Bleichmittel für die pigmentierten Areale bei ausgeprägter Vitiligo eingesetzt.